# مارك فاولر
مارك فاولر (بالإنجليزية: Mark Fuller)‏ هو محامي وقاضي أمريكي، ولد في 1958 في إنتربرايز في الولايات المتحدة.